# Аномальные морозы (2012)

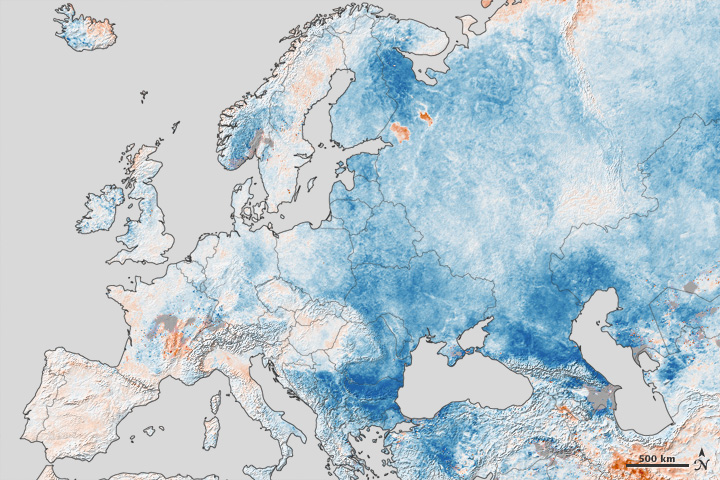
Температурная аномалия на карте (25 января - 1 февраля 2012 года)

Аномальные морозы в 2012 году — понижение среднесуточной температуры ниже среднестатистической, произошедшее на севере Евразии в начале 2012 года после сравнительно тёплого декабря 2011 года. Причиной холодов называют Сибирский антициклон, который распространился далеко на Запад.

## Метеорологические предпосылки

### Течение климатических изменений

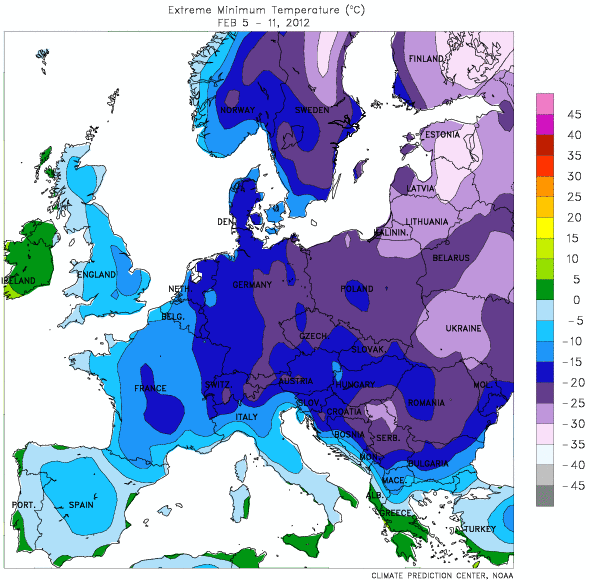
Низкие температуры в Европе с 5 по 11 февраля

20 января 2012 года над центральной Сибирью сформировался крупный антициклон, названный Купером. Над Белым морем Купер распался и образовал новый антициклон Дитер. К 30 января центр Дитера (давление до 1067 гПа) перевалил через Урал на северо-восток Европейской территории России, где оставался в течение нескольких дней. 8-9 февраля новый мощный антициклон сформировался над Скандинавией. На Центральную Европу двинулся полярный холодный воздух, и до третьей недели февраля (особенно в Восточной Европе и на Балканах) установлены температурные рекорды. Параллельно 20 января над Северным морем в Исландской депрессии образовался фронт Гизела, который двинулся на Европу.
30/31 января в депрессии Инес образовался средиземноморский фронт Джулия, который сначала задержался над Тирренским морем, двинулся к территории Адриатического моря и в Средиземноморье набрал влаги для формирования холодных масс воздуха. Они двинулись далее к Пиренейскому полуострову и Северной Африке. К 3 февраля над Балтийским морем, смешавшись с Дитером, оформился промежуточный фронт Катаржина, что привело к обильным снегопадам и ледяными дождями в Западной Европе. Спустя 9 дней после своего появления Джулия двинулся в восточном направлении и распался над Анатолией. Образовавшийся над Балтийским морем промежуточный фронт Лучина переместился к Средиземноморью и задержался над Адриатикой. Затем он двинулся в сторону Балкан, принеся обильные снегопады и необычно низкие температуры до –15 °C. Северный ветер бора пронёсся над регионом. До 13 февраля Лучина бушевал над черноморскими областями и принёс очередное похолодание на Балканы.
8 февраля над Южным Уралом образовался низкий атмосферный фронт. Это привело к ураганным ветрам и сильным снегопадам на Украине, на Черноморском побережье, Кавказе и Анатолии. Такая погода с 14 числа начала перемещаться севернее, в центральные регионы России.
После 11/12 февраля объединённые исландско-скандинавские фронты Николь / Оливия / Патриция / Квиана обрушились на Восточную Европу в виде холодов, местами ледяных дождей, сильных бурь, обильных снегопадов. В восточной и южной Европе температура повысилась.
Образовавшийся в Скандинавии фронт Оливия переместился с Северного моря к Балканскому полуострову и к Анатолии, где 16-17 февраля шёл обильный снегопад с ветром и температурным рекордом на Балканах. 18 и 19 февраля наступило затишье, температура держалась ровно, а в России температурные изменения наступили лишь с 23 числа.
На Британских островах, где обычно Гольфстрим согревает и увлажняет воздух, отметилась сухая зима с маленьким количеством осадков. Напротив, в Альпах в ночь на 15 февраля пронёсся снежный вихрь. До конца февраля здесь сохранялась высокая угроза лавинных сходов и наводнений из-за собравшейся талой воды.

### Климатическая обстановка
Первая половина зимы 2011 - 2012 годов была относительно тёплой. Лишь в Альпах из-за циклона Андреа в январе за короткое время выпало большое количество снега. Холода обрушились на весь простор Евразии. Необычайные холода царили в Средней Азии, особенно в Узбекистане, Таджикистане, а также зафиксирован температурный рекорд в Пакистане (6 °C). В якутском селе Амга в ночь на 14 февраля температура опустилась до −55,8 °C. На северо-востоке Китая и в центральной Монголии температура опускалась до −30 / −40 °C впервые за 28 лет.
На крайнем севере наблюдалась Арктическая осцилляция, характеризующаяся повышением температуры в Арктике на фоне значительного похолодания в умеренных широтах. Поэтому на Шпицбергене установлена наивысшая температура февраля за всю историю метеонаблюдений +7 °C. Неожиданно высокая для данного времени года температура также зафиксирована в восточной Канаде.

## События
В европейской части России температура упала на 7-12 градусов ниже нормы, а в Смоленске она достигла 3 февраля −30 градусов по Цельсию. Суровые морозы до −50 градусов наблюдались в начале февраля на Камчатке и на полюсе холода Оймяконе (здесь температура достигла −53°).
Фиксировалось сильное похолодание до −25 градусов и в Германии. Сильные снегопады наблюдались в Италии, выпал снег и на севере Африки (Алжир и Тунис). В Азербайджане льдом покрылось Каспийское море. Уже в начале марта сильные снегопады обрушились на Иерусалим.
Аномальные холода привели к смерти и госпитализации людей от обморожения (от морозов на Украине и в Польше за первую неделю февраля погибло по 100 человек), а также к росту числа пожаров ввиду перегрузки электросетей от подключения большого числа электрических обогревательных приборов, затруднению транспортного сообщения и рыболовного промысла, вымораживанию водопроводных труб и посевов, что увеличило расходы бюджета.
Нарушенная мощным зимним антициклоном нормальная циркуляция атмосферы, малые запасы снега и сильное промерзание почвы в этот период стали причинами аномальной жары 2012 года в России в период с апреля по август.

## Галерея

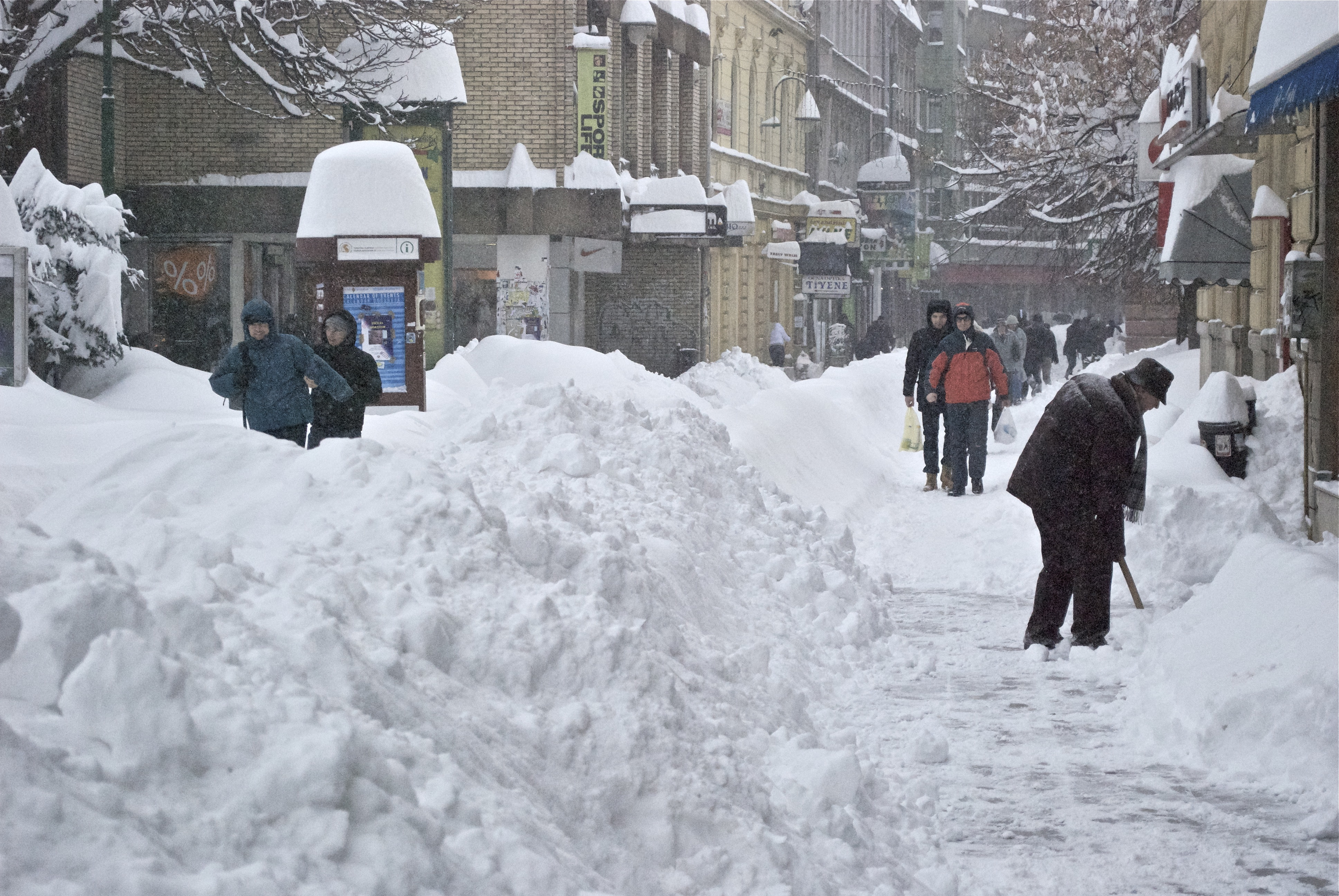
Рекордные осадки в Сараево, Босния и Герцеговина
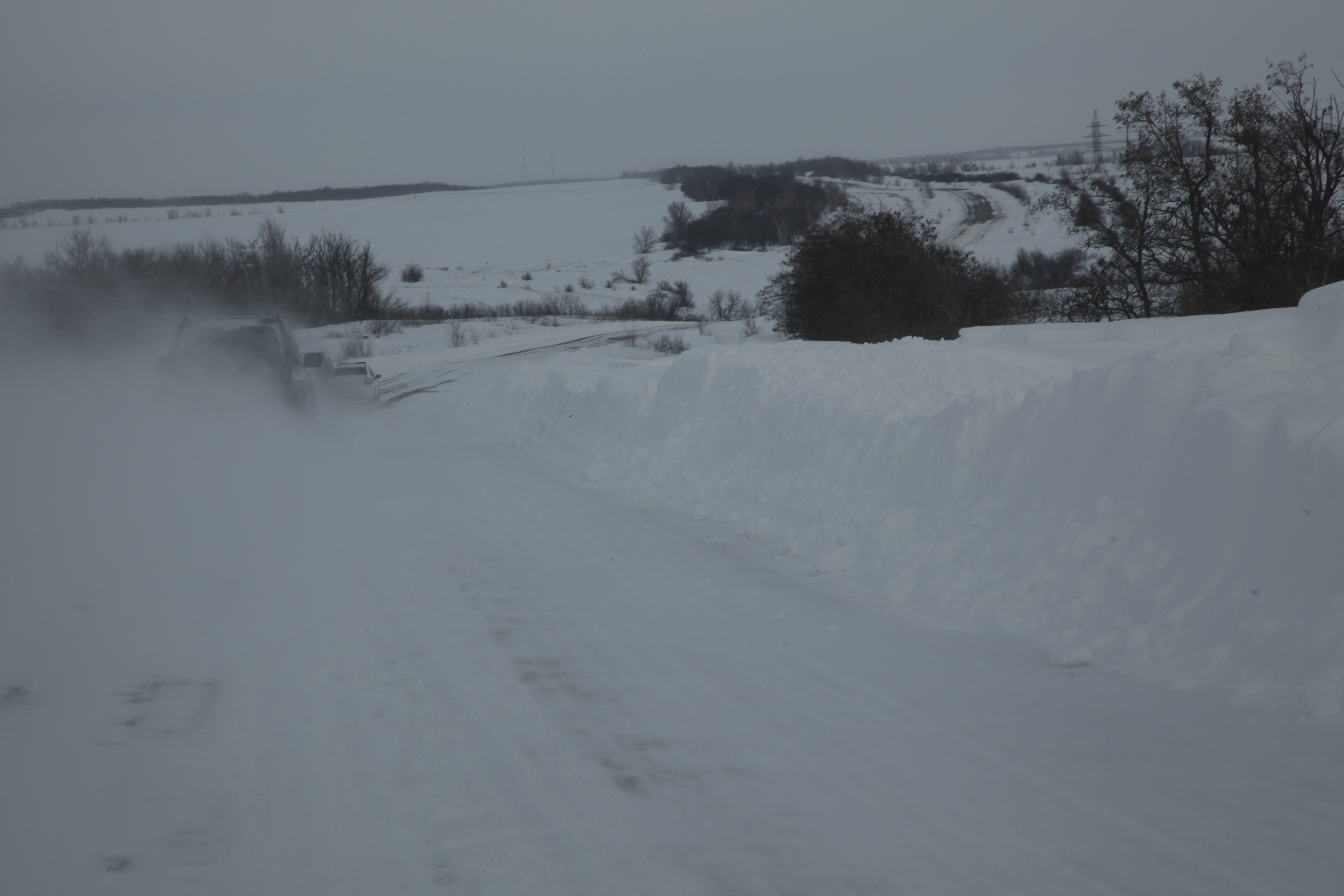
3 февраля 2012 года в Волгоградской области, Россия
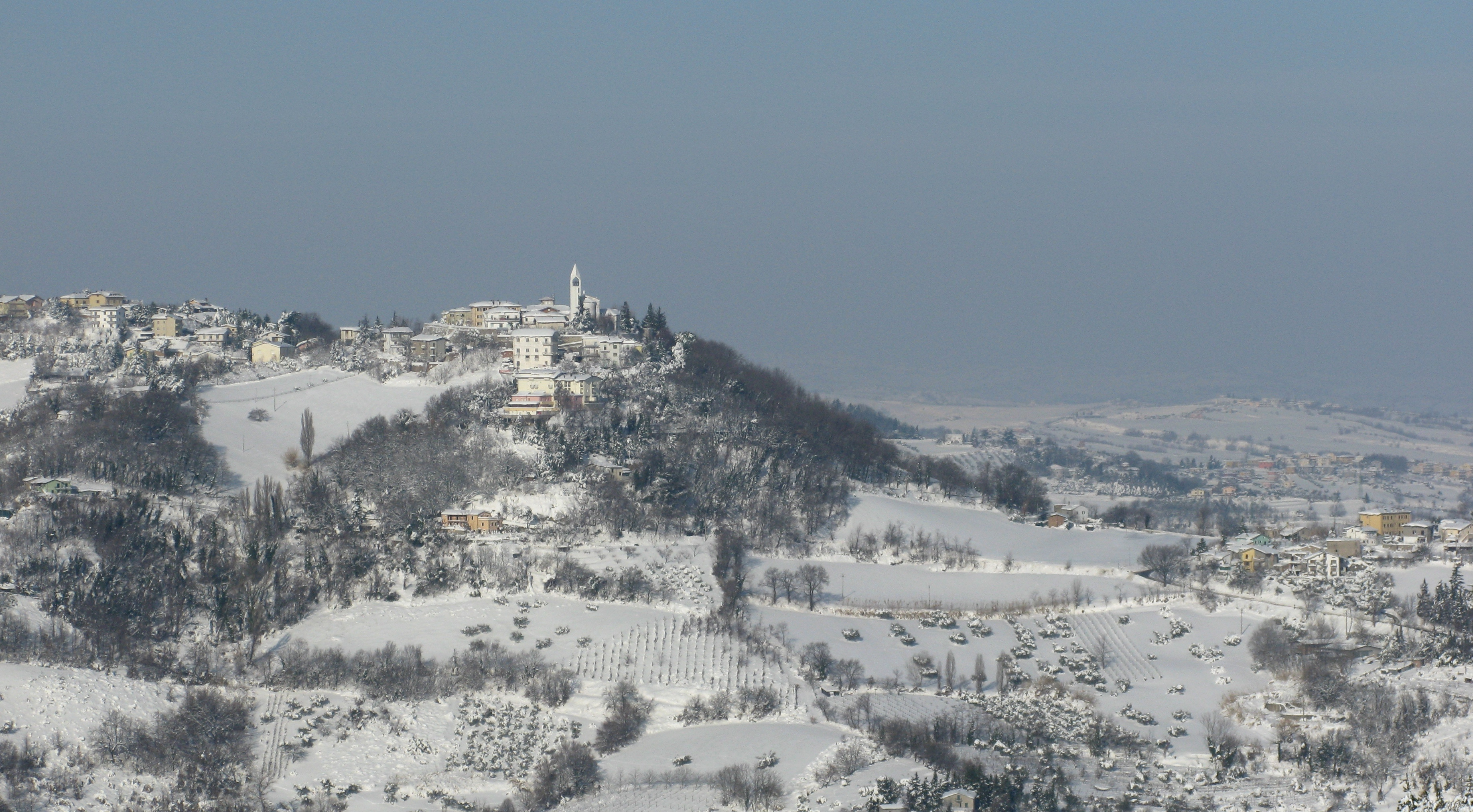
Джеммано в Эмилия-Романья (Италия) 9 февраля 2012 года
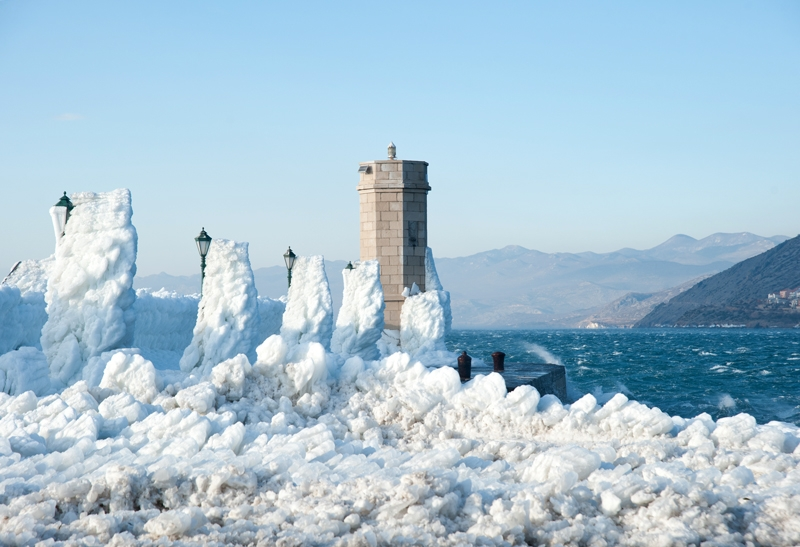
Образование льда в бухте города Сень в заливе Кварнер Адриатического моря 9.02.2012
- Ледоход 8 февраля 2012 года на Луаре, Орлеан, Франция